# Grand Prix Formule 1 van Oostenrijk 1985
De Grand Prix Formule 1 van Oostenrijk 1985 werd verreden op 18 augustus op de Österreichring. Het was de tiende race van het seizoen.

## Uitslag
| Positie | Nummer | Rijder             | Team                   | Ronden | Tijd/Opgave         | Startplaats | Punten |
| ------- | ------ | ------------------ | ---------------------- | ------ | ------------------- | ----------- | ------ |
| 1       | 2      | Alain Prost        | McLaren-TAG            | 52     | 1:20:12.583         | 1           | 9      |
| 2       | 12     | Ayrton Senna       | Lotus-Renault          | 52     | + 30.002            | 14          | 6      |
| 3       | 27     | Michele Alboreto   | Ferrari                | 52     | + 34.356            | 9           | 4      |
| 4       | 28     | Stefan Johansson   | Ferrari                | 52     | + 39.073            | 12          | 3      |
| 5       | 11     | Elio de Angelis    | Lotus-Renault          | 52     | + 1:22.092          | 7           | 2      |
| 6       | 8      | Marc Surer         | Brabham-BMW            | 51     | +1 Ronde            | 11          | 1      |
| 7       | 3      | Stefan Bellof      | Tyrrell-Renault        | 49     | Geen benzine        | 22          |        |
| 8       | 18     | Thierry Boutsen    | Arrows-BMW             | 49     | +3 Rondes           | 16          |        |
| 9       | 24     | Huub Rothengatter  | Osella-Alfa Romeo      | 48     | +4 Rondes           | 24          |        |
| 10      | 15     | Patrick Tambay     | Renault                | 46     | Motor               | 8           |        |
| NF      | 26     | Jacques Laffite    | Ligier-Renault         | 43     | Ongeluk             | 15          |        |
| NF      | 29     | Pierluigi Martini  | Minardi-Motori Moderni | 40     | Ophanging           | 26          |        |
| NF      | 1      | Niki Lauda         | McLaren-TAG            | 39     | Motor               | 3           |        |
| NF      | 17     | Gerhard Berger     | Arrows-BMW             | 33     | Turbo               | 17          |        |
| NF      | 19     | Teo Fabi           | Toleman-Hart           | 31     | Elektrisch probleem | 6           |        |
| NF      | 16     | Derek Warwick      | Renault                | 29     | Motor               | 13          |        |
| NF      | 10     | Kenny Acheson      | RAM-Hart               | 28     | Motor               | 23          |        |
| NF      | 7      | Nelson Piquet      | Brabham-BMW            | 26     | Uitlaat             | 5           |        |
| NF      | 5      | Nigel Mansell      | Williams-Honda         | 25     | Motor               | 2           |        |
| NF      | 22     | Riccardo Patrese   | Alfa Romeo             | 25     | Motor               | 10          |        |
| NF      | 30     | Jonathan Palmer    | Zakspeed               | 17     | Motor               | 25          |        |
| NF      | 9      | Philippe Alliot    | RAM-Hart               | 16     | Turbo               | 21          |        |
| NF      | 25     | Andrea de Cesaris  | Ligier-Renault         | 13     | Ongeluk             | 18          |        |
| NF      | 23     | Eddie Cheever      | Alfa Romeo             | 6      | Turbo               | 20          |        |
| NF      | 6      | Keke Rosberg       | Williams-Honda         | 4      | Oliedruk            | 4           |        |
| DNS     | 20     | Piercarlo Ghinzani | Toleman-Hart           | 0      | Niet gestart        | 19          |        |

## Statistieken
| Pole-position | Alain Prost | McLaren-TAG | 1:25.490 |
| Snelste ronde | Alain Prost | McLaren-TAG | 1:29.241 |

## Noot
- Dit was de vijfde podiumplaats voor Ayrton Senna.

1963 · 1964 · 1970 · 1971 · 1972 · 1973 · 1974 · 1975 · 1976 · 1977 · 1978 · 1979 · 1980 · 1981 · 1982 · 1983 · 1984 · 1985 · 1986 · 1987 · 1997 · 1998 · 1999 · 2000 · 2001 · 2002 · 2003 · 2014 · 2015 · 2016 · 2017 · 2018 · 2019 · 2020 · 2021 · 2022 · 2023 · 2024 · 2025